# Лист Арістея

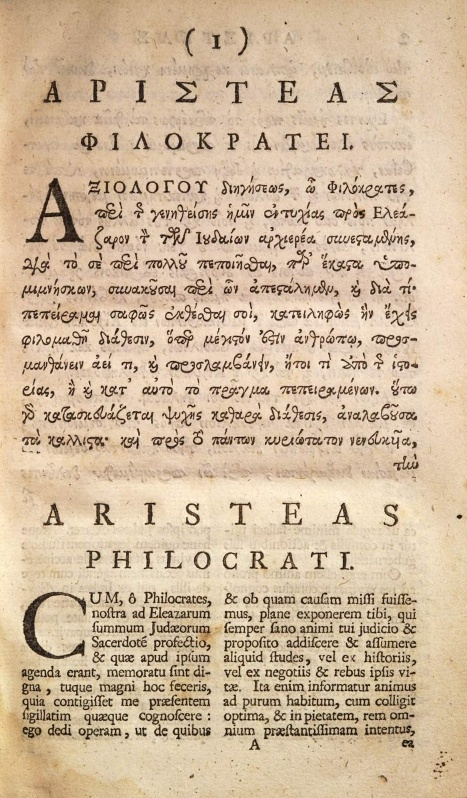
Двомовний греко-латинський текст
(Оксфордське видання, 1692).

Лист Арістея (Лист Псевдо-Арістея) — псевдоепіграф, написаний прозою, найімовірніше, датується другою половиною II століття до н. е. Цей вигаданий лист нібито був адресований якимось Арістейсом, одним із еллінів, шанувальників Зевса і придворним Птолемея II Філадельфа, до свого брата Філократа, який жив у Єрусалимі. Цей твір написано мовою койне і розповідає про історію створення Септуагінти, яка вважається легендою.

## Рукописи
Лист Арістея зберігся в більш ніж двадцяти рукописах, датованих XI—XVI століттями. Не всі ці рукописи є повними. Щоразу цей твір є доповненням до катени Октеуха (біблійних книг від Книги Буття до Книги Рут). На цій підставі припускають, що ці рукописи походять з однієї копії, спільної для всіх них, можливо, спочатку збереженої в Кесарійській бібліотеці, на що вказують цитати Євсевія Кесарійського (Praeparatio evangelica 8.2-5.9; 9.38), що містять ті самі помилки. Оскільки текст Євсевія раніший за біблійні рукописи, у багатьох місцях його вважають ближчим до оригіналу. Йосип Флавій широко посилається на Лист Арістея у формі парафразу (Стародавня історія Ізраїлю 12:12-118).

## Характеристика листа
Автор листа виявляє неабиякий інтерес до єврейської мудрості та релігії, а також із симпатією пише про грецьку культуру та філософію, доводячи тим самим, що він добре з нею знайомий. Це відноситься до таких діячів, як Деметрій Фалеронський, Гекатей Абдерський, Феопомп і Теодект. Він використовує філософську термінологію і використовує алегоричний екзегетичний метод. Однак «Лист Арістея» є радше письмовою промовою, ніж прикладом епістолографії. Автор чергує епістолярну множину (більш формальний, урочистий спосіб звернення до адресата) і звичайну множину, як у деяких фрагментах листів Павла (наприклад, 2 Кор. 10:1-11:6).
Весь лист зазвичай ділиться на 322 абзаци . Його також можна розділити на п'ять частин:
- пар. 1-8 — вступ;
- пар. 9-82 — Рішення царя Птолемея перекласти єврейський закон, звільнити єврейських рабів і відправити послів до Єрусалиму з дарами для первосвященика Елеазара;
- пар. 83-171 — опис храму, Єрусалиму та Юдеї та апологія первосвященика Елеазара за юдаїзм та його закони;
- пар. 172—300 рр. — бенкет в Олександрії, влаштований царем для приїжджих перекладачів, під час якого цар запитує про правила правління і життя, а відповіді мудреців викликають загальне захоплення;
- пар. 301—322 — переклад Тори та захоплене сприйняття перекладу.

Інший можливий поділ ділить текст листа на чотири частини:
- пар. 1-8 — вступ;
- пар. 9-34а — проект перекладу;
- пар. 34b-300 — посольство до Єрусалиму та привезення перекладачів;
- пар. 301—322 — переклад Тори.

## Автор

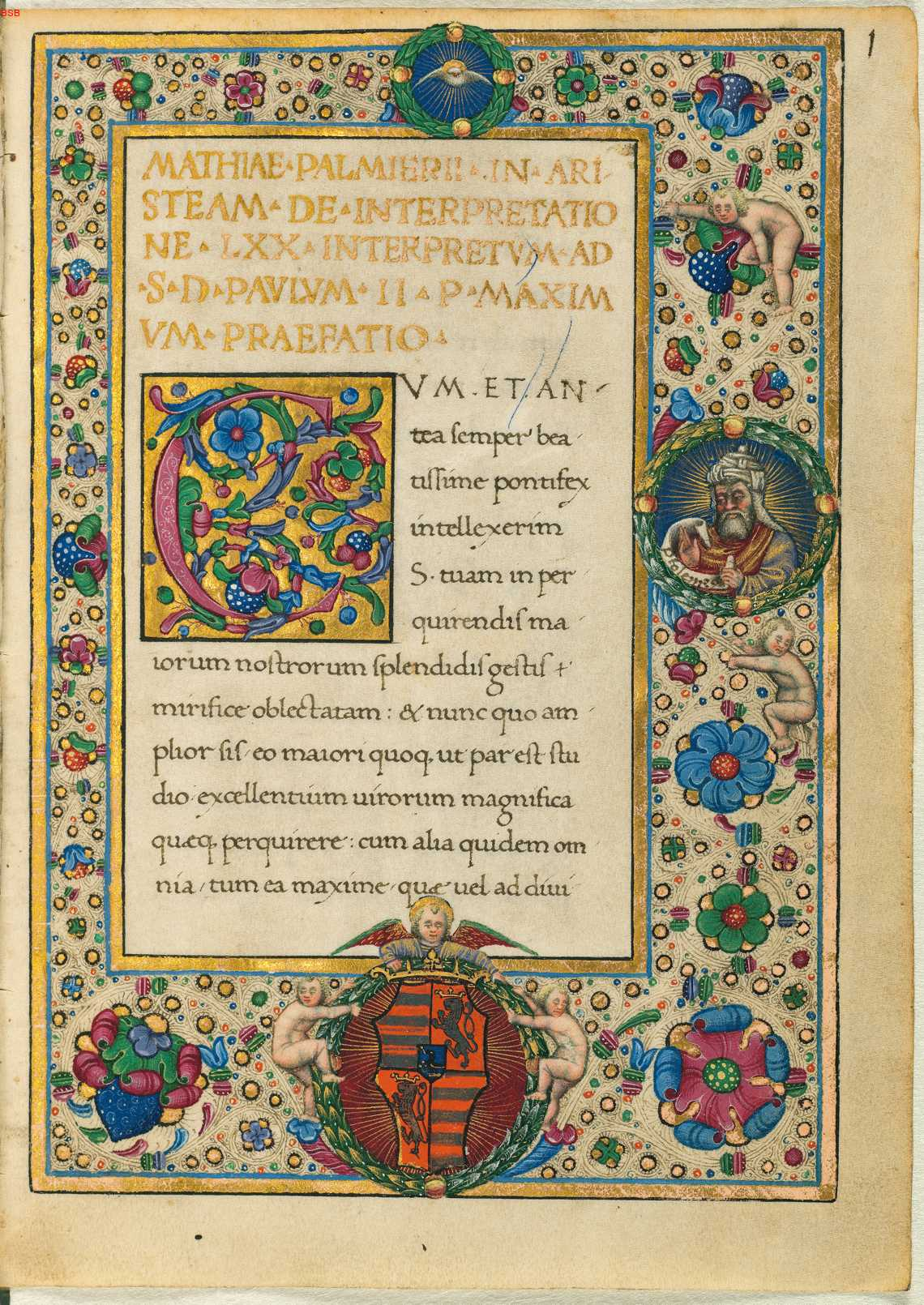
Латинський переклад із портретом Птолемея II праворуч. Баварська державна бібліотека, близько 1480 р.

Автор листа, ймовірно, був євреєм з Александрії, і хоча він був добре знайомий з грецькою культурою, цей твір виражає погляди героя листа з єврейської точки зору. Автор цього твору стверджує, що він Арістей, один із еллінів, поклонник Зевса та посланець царя Птолемея II Філадельфа до первосвященика в Єрусалимі, але вважається, що це літературна вигадка. Сама подібність імені, поданого в назві та змісті оповідача листа з Арістеєм «Екзегетом», який жив у 2 столітті до н. е., і був юдео-елліністичним автором майже повністю втраченої праці «Про євреїв», згаданої Євсевією (Praeparatio evangelica 9.25), здається випадковим. Однак цей персонаж міг бути джерелом натхнення при виборі псевдоніма оповідача .

## Історія перекладу Септуагінти
Лист Арістея в кількох версіях представляє адресату етапи створення Септуагінти, перекладеної для Олександрійської бібліотеки. Він починає з опису підготовки до перекладу через опис Палестини, пояснює незвичайні події, пов'язані з перекладом, і повідомляє про повернення єврейських вчених до Єрусалиму .
За намовою куратора Олександрійської бібліотеки Деметрія Фалеронського Птолемей II Філадельф, бажаючи вивчити єврейський закон, звернувся за допомогою до первосвященика Елеазара. Він послав до царя з Єрусалиму сімдесят двох єврейських учених, які протягом сімдесяти двох днів перебування на острові Фарос переклали П'ятикнижжя грецькою мовою. Кожен перекладач мав працювати незалежно, та все ж, коли отримані версії порівнювалися, вони виявлялися ідентичними, оскільки робота перекладачів мала керуватися Божим натхненням . Сам переклад Тори порадував короля і був прийнятий із захопленням.
Згідно з листом Арістея, найбільш раннім, у 285—247 роках до н. е., тому за часів Птолемея II було перекладено П'ятикнижжя. Оскільки цей переклад мали зробити сімдесят два єврейські вчені в Александрії, протягом сімдесяти двох днів його назвали «Септуагінта» — латиною «сімдесят». Ця назва спочатку стосувалася грецького перекладу Тори. Згодом сам переклад поступово розширився, включивши інші книги єврейської Біблії, а також твори, написані грецькою мовою, які увійшли в елліністичний канон .
Ця історія, написана у формі листа, ймовірно, мала на меті зміцнити авторитет Септуагінти та продемонструвати надприродний характер перекладу. У ранньохристиянські часи ця легенда була розширена . Вся історія створення Септуагінти, описана в Посланні до Арістея, вважається легендою, хоча деякі її елементи можуть базуватися на автентичних розповідях .

## Історична цінність
Історична цінність Листа Арістея тісно пов'язана з історією, пов'язаною зі створенням перекладу П'ятикнижжя. Певне значення має також опис Єрусалиму, що міститься в літературному творі, зокрема храму та літургії, що в ньому відправлялася, відомості про звільнення єврейських рабів і, певною мірою, описи шедеврів золотих справ. І хоча сам рахунок, безсумнівно, багатий на легендарні елементи, його суть може мати історичне коріння .
Створення перекладу П'ятикнижжя в Олександрії, на початку правління Птолемея II Філадельфа, здається, підтверджується свідченням єврейського філософа Арістовула з Панея (бл. 160 до н. е.) часів Птолемея VI Філометора (181 до н. е. — 146 до н. е.), цитований Євсевією (Praeparatio). evangelica 13,12). Це свідчення коротко представляє ті самі обставини, в яких творився переклад. Тому автор твору міг спертися на таку автентичну традицію. В епоху еллінізму переклад Тори грецькою мовою був необхідний з двох причин. Євреї, які більше не розмовляли івритом, потребували перекладів своїх священних писань, щоб дотримуватися правил своєї релігії. У свою чергу, влада Єгипту з юридичних міркувань мала вимагати представлення правових принципів самоврядних єврейських громад. У листі також чітко підкреслюється, що бажання включити П'ятикнижжя до колекцій Олександрійської бібліотеки відповідає збиральному запалу наступних царів .
Однак роль царя у створенні перекладу Тори була представлена в сильно перебільшеному вигляді, а ставлення інших громад до євреїв і сприйняття ними самого Закону є явною апологетичною вигадкою, яка явно виявляє почуття вищості автора твору. Згадка про Деметрія Фалеронського як куратора Олександрійської бібліотеки викликає деякі сумніви, оскільки він був противником Птолемея II Філадельфа і був вигнаний на початку свого незалежного правління. Можливо, Деметрій представлений у листі через його значне становище, або переклад Тори був створений за часів Птолемея I Сотера (367 до н. е. — 282 до н. е.), що підтверджується інформацією про звільнення в'язнів з Юдеї. Звільнення полонених, швидше за все, стосується періоду незабаром після війни та завоювання території, приблизно в 300 році нашої ери, ніж за часів Птолемея II. Аналіз грецького перекладу П'ятикнижжя привів дослідників до висновку, що насправді це був колективний переклад, але передбачається, що перекладачів Тори було близько шести, і результат їхньої роботи істотно відрізняється від вірності перекладу єврейського оригіналу. Інформація, що представляє перекладачів як єрусалимських учених, які добре володіють грецькою мовою, також викликає сумнів. Лист містить і інші, менші історичні помилки .

## Виноски
1. 1 2 3 4 5 6 7  Войцеховський, Міхаль. Лист Псевдо-Аристея. Studia Theologica Varsaviensia. 40 (2002 nr 1): 121—167.
2. 1 2 3  Мова Біблії як засіб Божественного Об’явлення. biblista.pl. Архів оригіналу за 5 березня 2016. Процитовано 17 жовтня 2023.
3. ↑  M. Зервік, Біблійна грецька мова, ілюстрована прикладами, Рим 201410, стор. 8.
4. 1 2 3  Лист Арістея. jhi.pl. Архів оригіналу за 10 грудня 2015. Процитовано 17 жовтня 2023.